# الكولة (سوهاج)
قرية الكولة هي إحدى القرى التابعة لمركز أخميم بمحافظة سوهاج في جمهورية مصر العربية. حسب إحصاءات سنة 2006، بلغ إجمالي السكان في الكولة 13435 نسمة، منهم 6437 رجل و6998 امرأة.